# 東町 (上尾市)
東町（あずまちょう）は、埼玉県上尾市の町名。現行行政地名は東町一丁目〜三丁目。住居表示実施済み（三丁目のみ未実施区域）。郵便番号は362-0031。
市の統計などでは上尾地区で分類されている。

## 地理
埼玉県の中央地域（県央地域）で、上尾市中央部のやや南に位置する。町域の東側を上尾下、南側を日の出、西側を愛宕、北側を本町や二ツ宮と隣接する。地区北部から東部の低地を芝川が流れ、上流から日の宮橋、鎌倉橋、国体橋、新橋が架かる。町域の西部を国道17号大宮バイパス、南部を上尾環状線が東西に通る。
東町三丁目の一部（埼玉県道323号上尾環状線以南）を除き市街化区域で主に第一種中高層住居専用地域（一部第一種住居地域、国道沿いは準住居地域、県道沿いは第二種住居地域）に指定され、全体的には住宅地が広がっているが、一部生産緑地地区として耕作地も見られる。かつては芝川流域周辺以外の大半は耕作地であった。市街化調整区域も民間施設の駐車場や住宅が目立ち、農地は少ない。最南部は公園緑地や、上尾スポーツ総合センターがある。

### 地価
住宅地の地価は、2018年（平成30年）の都道府県地価調査によれば、東町二丁目1616番4の地点で9万6500円/m2となっている。

## 歴史
- 1967年（昭和42年）7月1日 - 住居表示に関する法律に基づき住居表示（第三次）が実施され[11]、大字上尾宿の一部より東町一丁目・二丁目[11]が成立する[9][12]。また、大字上尾宿の一部より住居表示未実施で東町三丁目も成立する。
- 1977年（昭和52年）4月1日 - 地内に上尾市立東町小学校が開校する[13]。
- 1979年（昭和54年）4月1日 - 地内に埼玉県立春日部養護学校上尾分校（現、埼玉県立上尾特別支援学校）が開校する。
- 1982年（昭和57年）3月 - 地内に「県立スポーツ研修センター」（現スポーツ総合センター）が完成する[14]。
- 1985年（昭和60年） - 芝川に架かる鎌倉街道の「鎌倉橋」や、原市新道の「新橋」が架け換えられる[15]。
- 1988年（昭和63年） - 芝川に架かる「日の宮橋」が架け換えられる[15]。

## 世帯数と人口
2019年（平成31年）1月1日現在（上尾市発表）の世帯数と人口は以下の通りである。
| 丁目       | 世帯数    | 人口    |
| ---------- | --------- | ------- |
| 東町一丁目 | 623世帯   | 1,483人 |
| 東町二丁目 | 524世帯   | 2,063人 |
| 東町三丁目 | 234世帯   | 874人   |
| 計         | 1,381世帯 | 3,481人 |

## 小・中学校の学区
市立小・中学校に通う場合、学区（校区）は以下の通りとなる。
| 丁目       | 番地 | 小学校             | 中学校             |
| ---------- | ---- | ------------------ | ------------------ |
| 東町一丁目 | 全域 | 上尾市立東町小学校 | 上尾市立上尾中学校 |
| 東町二丁目 | 全域 | 上尾市立東町小学校 | 上尾市立上尾中学校 |
| 東町三丁目 | 全域 | 上尾市立東町小学校 | 上尾市立上尾中学校 |

## 事業所
2021年（令和3年）現在の経済センサス調査による事業所数と従業員数は以下の通りである。
| 丁目       | 事業所数 | 従業員数 |
| ---------- | -------- | -------- |
| 東町一丁目 | 22事業所 | 117人    |
| 東町二丁目 | 21事業所 | 195人    |
| 東町三丁目 | 22事業所 | 303人    |
| 計         | 65事業所 | 615人    |

## 交通
地区内に鉄道は敷設されていない。最寄り駅はJR東日本高崎線上尾駅で、東町二丁目の地点よりおよそ1.9 km離れている。

### 道路
- 国道17号大宮バイパス（中山道）
- 埼玉県道323号上尾環状線
- 原市新道[18] - 水上公園北側の交差点からカーブを描きながら南東方向に向かい、原市地内の県道5号旧道に至る通り。
- 鎌倉街道[19]

### バス
上尾駅東口駅前から蓮田駅方面への路線バスが運行されている。
丸建自動車
地区内は「東町二丁目」、「水上公園入口」バス停留所が設置されている。
上尾市コミュニティバス「ぐるっとくん」
- 原市平塚循環

地区内は「東町二丁目」、「水上公園入口」バス停留所が設置されている。

## 町内会
- 東町町内会[22]

## 施設
- さいたま水上公園 - 水泳場部分は2022年2月27日に閉園。公園緑地は存続され、その一部が町域に掛かる
- スポーツ総合センター - 指定緊急避難場所・指定一般避難所[23]
- 上尾市立東町小学校 - 指定緊急避難場所・指定一般避難所
- 埼玉県立上尾特別支援学校 - 指定緊急避難場所・指定一般避難所（地震時のみ使用可）
- 東町会館 - 勢至堂[9]跡地に立地。施設の前を鎌倉街道が通る[19]。市指定天然記念物のむくの木[24]（1967年5月1日指定）が隣接する墓地にある。
- アザレアホール（斎場）
- 月待供養塔（板碑） - 市指定文化財（1965年3月1日指定）。地内1丁目の民家に所在する[11]。中分大悲庵の月待供養塔とは別物。
- 向源寺
- 芝川ポンプ場
- 東町公園 - 指定緊急避難場所